# Inola
Inola – miejscowość w Stanach Zjednoczonych, w stanie Oklahoma, w hrabstwie Rogers.